# Tornos quadripuncta
Tornos quadripuncta är en fjärilsart som beskrevs av W. Warren 1897. Tornos quadripuncta ingår i släktet Tornos och familjen mätare. Inga underarter finns listade i Catalogue of Life.